# Список серій «Наруто»
Список серій аніме-серіалу «Наруто», заснованого на однойменній манзі Кішімото Масаші. Серіал розповідає про пригоди Наруто Узумакі, молодого ніндзя з селища Схованого Листя, який шукає визнання та бажає стати хокаґе, щоб бути найсильнішим лідером з усіх. Режисером серіалу став Хаято Дате, а продюсерами — Studio Pierrot та TV Tokyo. Серії засновані на перших двадцяти семи томах першої частини манґи, а деякі з них містять оригінальні самостійні сюжетні лінії.
220 серій, з яких складається серіал, транслювалися з 3 жовтня 2002 року по 8 лютого 2007 року на телеканалі TV Tokyo в Японії. Англійська версія серіалу була випущена компанією Viz Media і вийшла в ефір 10 вересня 2005 року на програмному блоці Toonami Cartoon Network у Сполучених Штатах. В Україні серіал транслювався на телеканалі QTV.

## Список арок
Як і багато інших аніме-серіалів, «Наруто» розбитий на окремі сюжетні арки. Деякі з них є основою головної сюжетної лінії Наруто та його друзів, інші є філерами та не пов'язані зі змістом манґи.
|  | Основні сюжетні арки (адаптація манґи) |

|  | Арки філери |

| №  | Назва арки                        | Серії   |
| -- | --------------------------------- | ------- |
| 1  | «Вступ — Країна хвиль»            | 1-19    |
| 2  | «Екзамен на звання чуніна»        | 20-67   |
| 3  | «Знищення Конохи»                 | 68-80   |
| 4  | «В пошуках Цунаде»                | 81-101  |
| 5  | «Країна Чаю»                      | 102-106 |
| 6  | «Місія з повернення Саске»        | 107-135 |
| 7  | «Розвідка в Країні Рисових Полів» | 136-141 |
| 8  | «Стеження за Міцукі»              | 142-147 |
| 9  | «Пошук Бікочу»                    | 148-151 |
| 10 | «Знищення родини Куросукі»        | 152-158 |
| 11 | «Місія захоплення Госункугі»      | 159-161 |
| 12 | «Знищення проклятого воїна»       | 162-168 |
| 13 | «Місія захоплення Кайми»          | 169-174 |
| 14 | «Розкопки схованого золота»       | 175-177 |
| 15 | «Охрона Зірки»                    | 178-186 |
| 16 | «Супровід торговців»              | 187-194 |
| 17 | «Третій Великий Звір»             | 195-196 |
| 18 | «Коноха планує перехват місії»    | 197-202 |
| 19 | «Порятунок Курами»                | 203-208 |
| 20 | «Супровід Марутецу»               | 209-212 |
| 21 | «Пошук спогадів Менми»            | 213-215 |
| 22 | «Допомога селищу Схованого Піску» | 216-220 |

## Список серій

#### Арка 1: Вступ— Країна хвиль
| №  | Назва | Екранізовані глави манґи | Дата показу в Японії |
| -- | --- | ------------------------ | -------------------- |
| 1  | Знайомтесь, це я — Узумакі Наруто! «Sanjō! Uzumaki Naruto!» (参上!うずまきナルト)                             | 1                        | 03.10.2002           |
| 2  | Знайомтесь, це — Конохамару! «Konohamaru da kore!» (木ノ葉丸だ コレ!)                                         | 2                        | 10.10.2002           |
| 3  | Саске і Сакура! Вороги чи друзі? «Shukuteki!? Sasuke to Sakura» (参上!うずまきナルト)                         | 3                        | 17.10.2002           |
| 4  | Тренування на виживання «Shiren! Sabaibaru enshū» (試練!サバイバル演習)                                       | 4, 5, 6                  | 24.10.2002           |
| 5  | Ти провалився. Остаточне рішення Какаші «Shikkaku? Kakashi no ketsuron» (失格?カカシの結論)                   | 6, 7, 8                  | 31.10.2002           |
| 6  | Важлива місія. Подорож до Країни Хвиль «Jûyô ninmu! Nami no kuni e chô shuppatsu!» (重要任務!波の国へ超出発!) | 9, 10, 11                | 07.11.2002           |
| 7  | Вбивця з туману «Kiri no asashin!» (霧の暗殺者!)                                                              | 11, 12                   | 14.11.2002           |
| 8  | Клятва болю «Itami ni chikau ketsui» (痛みに誓う決意)                                                         | 13, 14                   | 21.11.2002           |
| 9  | Шерінган Какаші «Sharingan no Kakashi» (写輪眼のカカシ)                                                       | 15, 16                   | 28.11.2002           |
| 10 | Ліс чакри «Chakura no mori» (チャクラの森)                                                                    | 17, 18                   | 05.12.2002           |
| 11 | Країна, що мала героя «Eiyû no ita kuni» (英雄のいた国)                                                       | 19, 20                   | 12.12.2002           |
| 12 | Битва на мосту! Забуза повертається!! «Kyôjô kessen! Zabuza futatabi!!» (橋上決戦!ザブザ再び!!)               | 21, 22                   | 19.12.2002           |
| 13 | Секретна техніка льодових кришталів Хаку «Haku no hijutsu: Makyô hyôshô» (白の秘術•魔鏡氷晶)                  | 23, 24                   | 26.12.2002           |
| 14 | Хуліган номер 1. Наруто вступає у битву! «Igaisei No.1, Naruto sansen!» (意外性No. 1, ナルト参戦!)            | 25, 26                   | 09.01.2003           |
| 15 | Нульова видимість. Шерінган розбито! «Shikai zero no tatakai Sharingan kuzushi» (視界ゼロの戦い•写輪眼崩し)   | 25, 26                   | 16.01.2003           |
| 16 | Печатку зламано «Kaihôsareta fûin» (解放された封印)                                                           | 26, 27                   | 23.01.2003           |
| 17 | Невинне минуле. Приховані почуття «Shiroi kako: Himeta omoi» (白い過去•秘めた想い)                            | 28, 29, 30               | 30.01.2003           |
| 18 | Бойова машина під назвою шинобі «Shinobi to iu na no dôgu» (忍という名の道具)                                 | 31, 32                   | 06.02.2003           |
| 19 | Демон у снігах… «The Demon in the Snow» (ザブザ雪に散る…)                                                     | 32, 33                   | 13.02.2003           |

#### Арка 2: Екзамен на звання чуніна
| №  | Назва | Екранізовані глави манґи | Дата показу в Японії |
| -- | --- | ------------------------ | -------------------- |
| 20 | Новий розділ! Екзамен чунінів «Shinshô totsunyû! Chûnin shiken dattebayo» (新章突入！中忍試験だってばよ)                                                                                | 34, 35                   | 20.02.2003           |
| 21 | Будемо знайомі! Нові могутні суперники «Nanore! Arawareta kyôteki tachi!!» (名乗れ!現れた強敵たち!!)                                                                                    | 35, 36                   | 27.02.2003           |
| 22 | Виклик Чуніна. Рок Лі проти Саске! «Kiai 120% nau de Rokku na chôsen-jô!» (気合い120% ナウでロックな挑戦状!)                                                                            | 37, 38                   | 06.03.2003           |
| 23 | Геніни, шикуйся! Знайомство з новачками «Kechirase raibaru! Rûkî 9 zenin shûgô» (蹴散らせライバル!新人9人全員集合)                                                                      | 38, 39, 40               | 13.03.2003           |
| 24 | Поїхали! Екзамен на чуніна починається!! «Ikinari shikkaku? Chô nankan no dai ichi shiken» (いきなり失格？超難関の第一試験)                                                             | 40, 41                   | 20.03.2003           |
| 25 | Десяте запитання! Пан або пропав «Deta toko shôbu! Funbari dokoro no 10 monme» (出たとこ勝負！踏ん張りどころの10問目)                                                                   | 43, 44                   | 27.03.2003           |
| 26 | Спеціальний репортаж у прямому ефірі із лісу смерті! «Zettai hikken! Shi no mori chokuzen rupo! Konoha no gakkyû shinbun da kore!» (絶対必見！死の森直前ルポ！木ノ葉の学級新聞だコレ！) | філер                    | 02.04.2003           |
| 27 | Другий іспит починається! В оточенні ворогів! «Daini shiken sutâto! Mawari wa min’na teki darake!» (第二試験スタート！周りはみんな敵だらけ！)                                           | 45, 46                   | 02.04.2003           |
| 28 | Ти з'їси або з'їдять тебе! Паніка у лісі «Kû ka kuwareru ka! Esa ni natta Naruto» (喰うか喰われるか!エサになったナルト)                                                                 | 46, 47                   | 09.04.2003           |
| 29 | Контратака Наруто! Ми в бою не здаємося! «Naruto hangeki! Nigenên dattebayo!» (ナルト反撃！逃げねーんだってばよ！)                                                                      | 48, 49                   | 16.04.2003           |
| 30 | Шерінган воскрес! Джитсу вогняного дракона! «Yomigaere Sharingan! Hissatsu: Katon – Ryûka no jutsu!» (蘇れ写輪眼！必殺・火遁龍火の術！)                                                 | 49, 50                   | 23.04.2003           |
| 31 | Обітниця Товстобровика! Я захищу тебе від смерті!! «Geki mayu puratonikku! Boku wa shinu made anata o mamoru!!» (激まゆプラトニック！僕は死ぬまでアナタを守る!!)                        | 50, 51, 52               | 30.04.2003           |
| 32 | Сакура розквітає «Sakura saku! Ketsui no ushirosugata» (サクラ咲く！決意の後ろ姿) | 53, 54                   | 07.05.2003           |
| 33 | Бойова одиниця ІноШикаЧо!! «Muteki no fômêshon! InoShikaChô!!» (無敵のフォーメーション！いのシカチョウ！！)                                                                             | 55, 56                   | 14.05.2003           |
| 34 | Акамару дивує! Надзвичайні здібності Гаари «Akamaru bikkuri! Gaara, kyôi no jitsuryoku» (赤丸ビックリ！我愛羅、驚異の実力)                                                              | 57, 58, 59               | 21.05.2003           |
| 35 | Підглядати заборонено! Таємниця сувоїв «Nozoki mi genkin! Maki mono no himitsu» (のぞき見厳禁！巻き物の秘密)                                                                            | 60, 61                   | 28.05.2003           |
| 36 | Бій клонів! Мої кращі за твоїх! «Bunshin taiketsu! Ore ga shuyaku dattebayo!» (分身対決！オレが主役だってばよ！)                                                                        | 62, 63                   | 04.06.2003           |
| 37 | Ми вижили! Дев'ять новачків знову разом! «Dai ni shiken toppa! Seizoroi rûkî nainu!» (第二試験突破！勢ぞろいルーキーナイン！)                                                           | 63, 64, 65               | 11.06.2003           |
| 38 | Коло звужується! Попереду бої на виживання!! «Gôkaku-sha nibun no ichi!? Ikinari shiai dattebayo!!» (合格者二分の一!?イキナリ試合だってばよ!!)                                          | 65, 66                   | 18.06.2003           |
| 39 | Відкрито левову браму! «Geji mayu jerashî! «Shishi rendan» tanjô!» (ゲジまゆジェラシー!『獅子連弾』誕生!)                                                                               | 67, 68, 69               | 02.07.2003           |
| 40 | Ситуація вимагає термінових дій! Какаші проти Орочімару «Isshoku sokuhatsu!! Kakashi VS Orochimaru» (一触即発!!カカシVS大蛇丸)                                                          | 69, 70                   | 09.07.2003           |
| 41 | Бій заклятих ворогів! Розлючені дівчата «Raibaru gekitotsu! Otome kokoro wa honki môdo» (ライバル激突！オトメ心は本気モード)                                                            | 70, 71                   | 16.07.2003           |
| 42 | Вирішальний двобій!! «Besuto batoru wa Shânnarô!!» (ベストバトルはしゃーんなろー!!) | 72, 73                   | 23.07.2003           |
| 43 | Убивці Коноічі та лякливий Шикамару! «Shikamaru tajitaji!? Kunoichi-tachi no atsuki tatakai» (シカマルタジタジ!?くの一達の熱き戦い)                                                     | 73, 74                   | 30.07.2003           |
| 44 | Справжнє обличчя Акамару!! Найстрашніший пес селища «Akamaru sansen!! Makeinu wa dotchi da?» (赤丸参戦!!負け犬はどっちだ？)                                                             | 75, 76                   | 06.08.2003           |
| 45 | Неочікувана атака! Секретна зброя Наруто «Hinata sekimen! Kankyaku anguri, Naruto no okunote» (ヒナタ赤面！ 観客あんぐり、ナルトの奥の手)                                               | 76, 77                   | 13.08.2003           |
| 46 | Битва бʼякуганів!! Хіната гнівається! «Byakugan kaigan!! Uchiki na Hinata no daitan ketsui!» (白眼開眼!!内気なヒナタの大胆決意！)                                                       | 78, 79                   | 20.08.2003           |
| 47 | Поразки не буде!! «Akogare no hito no me no maede!!» (憧れの人の目の前で!!) | 79, 80, 81               | 27.08.2003           |
| 48 | Гаара проти Рок Лі!! Торжество сили молодості! «Gaara funsai!! Wakasa da! Pawâ da! Bakuhatsu da!» (我愛羅粉砕!!若さだ！パワーだ！爆発だ！)                                              | 81, 82, 83               | 03.09.2003           |
| 49 | Прихована сила Лі! Заборонене таємне Джитсу! «Nekketsu ochikobore! Tsuini sakuretsu, kindan no ôgi!» (熱血落ちこぼれ！遂に炸裂、禁断の奥義！)                                           | 83, 84, 85               | 10.09.2003           |
| 50 | П'яті ворота відкрито! Народження славетного ніндзя!! «Aa Rokku Rî! Kore ga otoko no ikizama yo!!» (嗚呼ロック・リー！これが男の生き様よ！！)                                           | 85, 86, 87               | 17.09.2003           |
| 51 | Тінь у темряві. Саске загрожує небезпека! «Yami ni ugomeku kage Sasuke ni semaru kiki!» (闇にうごめく影 サスケに迫る危機！)                                                             | 87, 88, 89               | 24.09.2003           |
| 52 | Повернення Ебітсу! Найскладніше тренування для Наруто! «Ebisu futatabi! Harenchi wa watashi ga yurushimasen zo!» (エビス再び！ハレンチは私が許しませんぞ！)                             | 89, 90                   | 01.10.2003           |
| 53 | Давно не бачилися! Повернення Джирая! «Aiya shibaraku! Ero-Sen’nin tôjô!» (あいやしばらく！エロ仙人登場！)                                                                              | 91, 92                   | 08.10.2003           |
| 54 | Джитсу виклику! Мудрість заклинателя!! «Ero-Sen’nin jikiden kuchiyose no jutsu dattebayo!!» (エロ仙人直伝 口寄せの術だってばよ！！)                                                     | 91, 92                   | 15.10.2003           |
| 55 | Важкі передчуття. Квітка надії «Setsunai omoi negai o kometa ichirin» (切ない想い 願いを込めた一輪)                                                                                     | 92, 93                   | 22.10.2003           |
| 56 | Життя чи смерть! Смертельно небезпечне навчання! «Sei ka shi ka!? Menkyo kaiden wa inochi gake!» (生か死か!?免許皆伝は命懸け！)                                                         | 94, 95                   | 29.10.2003           |
| 57 | Літає! Пірнає! Стрибає! Зустрічайте жаб'ячого боса! «Tonda! Haneta! Mogutta! Gama oyabun tôjô!!» (飛んだ！跳ねた！潜った！ガマ親分登場!!)                                               | 95, 96                   | 05.11.2003           |
| 58 | Лікарня в облозі! Наступний хід за силами зла «Shinobi yoru ma no te! Nerawareta byôshitsu» (しのび寄る魔の手！狙われた病室)                                                            | 96, 97                   | 12.11.2003           |
| 59 | Фінішна пряма. Поспішаємо до турнірного поля! «Môretsu môtsui môdasshu honsen kaishi dattebayo» (モー烈 モー追 モーダッシュ 本選開始だってばよ)                                         | 98                       | 19.11.2003           |
| 60 | Б'якуган проти тіньових клонів!! «Byakugan vs Kage bunshin! Ore wa zettê katsu!!» (白眼ＶＳ影分身！オレはゼってー勝つ!!)                                                                | 99, 100                  | 26.11.2003           |
| 61 | Абсолютний захист! У кожного є слабкі місця «Shikaku zero! Mouhitotsu no zettai bougyo» (死角ゼロ！もうひとつの絶対防御)                                                                | 100, 101, 102            | 03.12.2003           |
| 62 | Справжня сила невдахи! «Ochikobore no sokojikara!» (落ちこぼれの底力！) | 103, 104, 105            | 10.12.2003           |
| 63 | Пан або пропав! Фінальні змагання ускладнюються! «Shikkaku!? Kiken! Maedaoshi! Haran bukumi no daihonsen!» (失格！？キケン！前倒し！波乱含みの大本戦)                                   | 105, 106                 | 17.12.2003           |
| 64 | Відсутність будь якого стимулу... «Kumo wa ii naa… yaruki zero no otoko» (雲はいいなあ…やる気ゼロの男)                                                                                  | 106, 107, 108            | 24.12.2003           |
| 65 | Танцюючий лист та пісок диявола! «Gekitotsu! Konoha mai suna ugomeku toki» (激突！木ノ葉舞い砂うごめく瞬間)                                                                             | 109, 110                 | 31.12.2003           |
| 66 | Джитсу Товстобровика!! Стиль Саске! «Arashi o yobu otoko!! Sasuke no gejimayu-ryû taijutsu!» (嵐を呼ぶ男！！サスケのゲジマユ流体術！)                                                   | 111, 112                 | 14.01.2004           |
| 67 | Народження нового секретного джитсу!! «Date ni okureta wake janai! Kyûkyoku ôgi – Chidori tanjô!!» (だてに遅れたわけじゃない！究極奥義・千鳥誕生！！)                                   | 112, 113, 114            | 14.01.2004           |

#### Арка 3: Знищення Конохи
| №  | Назва | Екранізовані глави манґи | Дата показу в Японії |
| -- | --- | ------------------------ | -------------------- |
| 68 | Час пішов! Знищення селища Схованого в листі! ««Konoha kuzushi» shidô!» (「木ノ葉崩し」始動!)                                 | 115, 116                 | 28.01.2004           |
| 69 | Надзвичайна ситуація! Місія рангу А!! «Matte mashita! A ranku ninmu dattebayo!!» (待ってました！Aランク任務だってばよ！！)    | 117, 118                 | 04.02.2004           |
| 70 | Ледар за роботою. Ні — песимізму!! «Nigegoshi No.1 Mendokuse~ ga yarukkya nê!!» (逃げ腰NO.1 めんどくせーがやろっきゃねえ！！) | 118, 119                 | 11.02.2004           |
| 71 | Незрівняний бій! Поєдинок трьох хокаге!! «Kokon musô! «Hokage» toiu reberu no tatakai» (古今無双！『火影』というレベルの戦い) | 120, 121                 | 18.02.2004           |
| 72 | Помилка минулого — справжнє обличчя відкрито «Hokage no ayamachi Kamen ni shita no sugao» (火影の過ち 仮面の下の素顔)         | 121, 122                 | 25.02.2004           |
| 73 | Заборонена техніка! Печать Бога мертвих! «Kinjutsu ôgi! «Shiki fûjin»» (禁術奥義！『屍鬼封印』)                               | 123, 124                 | 03.03.2004           |
| 74 | Вражаюча правда! Справжня сутність Гаари «Kyôkaku! Gaara no shôtai» (驚愕！我愛羅の正体)                                      | 125, 126                 | 10.03.2004           |
| 75 | Рішення Саске… Відступити немає куди!! «Genkai o koete… Sasuke no ketsudan!!» (限界を越えて… サスケの決断！！)                | 127, 128                 | 17.03.2004           |
| 76 | Убивця місячної ночі «Tsukiyo no ansatsusha» (月夜の暗殺者)                                                                   | 129, 130                 | 24.03.2004           |
| 77 | Світло проти темряви, два обличчя Гаари «Hikari to yami Gaara to iu na» (光と闇 我愛羅という名)                               | 131, 132                 | 31.03.2004           |
| 78 | Підручник для ніндзя від Наруто! «Bakuhatsu! Korezo Naruto ninpouchô» (爆発！これぞナルト忍法帖～～っ！！)                    | 133, 134, 135            | 07.04.2004           |
| 79 | За межею світла та пітьми! «Rimitto bucchigiri!: Hikari to yami» (リミットぶっちぎり！ ～光と闇～)                            | 136, 137                 | 14.04.2004           |
| 80 | Третій хокаґе назавжди… «Sandaime yo, towa ni…!!» (三代目よ、永久に……！！)                                                    | 138, 139                 | 21.04.2004           |

#### Арка 4: В пошуках Цунаде
| №   | Назва | Екранізовані глави манґи | Дата показу в Японії |
| --- | --- | ------------------------ | -------------------- |
| 81  | Повернення вранішнього туману «Asagiri no kikyou» (朝霧の帰郷)                                                                              | 140, 141                 | 28.04.2004           |
| 82  | Шерінган проти шерінгану!! «Sharingan vs Sharingan!!» (写輪眼VS写輪眼！！)                                                                  | 142, 143                 | 05.05.2004           |
| 83  | Джирая — потенційне джерело неприємностей Наруто! «Oo, nô! Jiraiya no jonan, Naruto no sainan» (おお、のォ～っ！自来也の女難、ナルトの災難) | 143, 144                 | 12.05.2004           |
| 84  | Рівняння чідорі! Брат проти брата!! «Unare Chidori Hoero Sasuke» (唸れ千鳥 吠えろサスケ！)                                                  | 145, 146                 | 19.05.2004           |
| 85  | Ненависть у клані Учіха! Останній із клану «Orokanaru otouto yo urame, nikume!» (愚かなる弟よ 恨め、憎め！)                                 | 147, 148                 | 26.05.2004           |
| 86  | Тренування починається, я повинен стати сильніше! «Shugyou kaishi Ore wa zettê tsuyokunaru!» (修行開始 オレはぜってー強くなる！)            | 149, 150                 | 02.06.2004           |
| 87  | Продовжуємо тренуватися!! Водяна куля вибухає! «Konjou!!! Warero mizufuusen» (根性！！！割れろ水風船)                                       | 151                      | 09.06.2004           |
| 88  | Точка зосередження!! Знак листя! «Konoha mâku to hitai ate» (木ノ葉マークと額当て)                                                          | 152, 153, 154            | 16.06.2004           |
| 89  | Неможливий вибір. Біль у серці Цунаде «Hamon» (波紋)                                                                                        | 155, 156, 157            | 23.06.2004           |
| 90  | Це не можна пробачити!! Повна відсутність поваги! «Ikari bakuhatsu! Yurusanêttebayo» (怒りバクハツ！許さねーってばよ)                       | 157, 158                 | 07.07.2004           |
| 91  | Спадок першого хокаґе. Намисто смерті! «Shodai Hokage no isan Shi o yobu kubikazari» (初代火影の遺産 死を呼ぶ首飾り)                        | 159, 160                 | 14.07.2004           |
| 92  | Так або ні! Відповідь Цунаде «YES ka! NO ka! Tsunade no kaitô» (YESかNOか！ツナデの回答)                                                    | 161, 162, 163            | 21.07.2004           |
| 93  | Переговори закінчено!! «Kôshô ketsuretsu!!» (交渉決裂！！)                                                                                  | 163, 164                 | 28.07.2004           |
| 94  | Атака! Расенган у бою!! «Kurae! Ikari no Rasengan» (くらえ！怒りの螺旋丸)                                                                   | 165, 166, 167            | 04.08.2004           |
| 95  | П'ятий хокаґе! Битва на смерть! «Godaime Hokage inochi o kaketa tatakai!» (五代目火影 命を賭けた戦い)                                       | 168, 169                 | 11.08.2004           |
| 96  | Битва легендарної трійці! «Sansukumi no tatakai» (三すくみの戦い)                                                                           | 170, 171                 | 11.08.2004           |
| 97  | Викрадення. Нові пригоди Наруто! «Naruto no yukemuri chin dôchû» (ナルトの湯けむり珍道中)                                                   | філер                    | 18.08.2004           |
| 98  | Попередження Цунаде «Ninja wo yamero! Tsunade no tsûkoku» (忍者を辞めろ！ツナデの通告)                                                      | 172, 173                 | 25.08.2004           |
| 99  | Воля вогню палає! «Hi no ishi o tsugumono» (火の意志を継ぐもの)                                                                             | філер                    | 01.09.2004           |
| 100 | Клятва вчителя і учня. Шлях ніндзя «Nekketsu shitei no kizuna ~ otoko ga nindô o tsuranuku toki ~» (熱血師弟の絆～男が忍法貫くとき～)       | 179, 180                 | 08.09.2004           |
| 101 | Обличчя вчителя Какаші під маскою! «Mitai, shiritai, tashikametai Kakashi sensei no sugao» (見たい、知りたい、確かめたい カカシ先生の素顔)  | філер                    | 15.09.2004           |

#### Арка 5: Країна Чаю
| №   | Назва | Екранізовані глави манґи | Дата показу в Японії |
| --- | --- | ------------------------ | -------------------- |
| 102 | Нова місія. Допомогти другу в Країні Чаю! «Iza shinninmu Giri to jinjou to chakoku o sukue!» (いざ新任務 義理と人情と茶国を救え！) | філер                    | 22.09.2004           |
| 103 | Перегони тривають. Халепа на морі! «Naruto gekichin!? Inbou uzumaku daiunabara» (ナルト撃沈！？陰謀うずまく大海原)                 | філер                    | 29.09.2004           |
| 104 | Біжи, Ідате, біжи! Острів Нагі чекає! «Hashire Idate! Arashi o yobu haran no Nagishima!!» (走れイダテ！嵐を呼ぶ波乱のナギ島！！)   | філер                    | 13.10.2004           |
| 105 | Майже біля цілі! Відгомін великої битви «Gôru chokuzen! Raimei todoroku daigekitou» (ゴール直前！雷鳴とどろく大激闘)               | філер                    | 20.10.2004           |
| 106 | Чи встигнеш ти, Ідате?! Фінішна пряма! «Todokuka Idate! Shinnen no rasuto supâto» (届くかイダテ！執念のラストスパート！！)         | філер                    | 27.10.2004           |

#### Арка 6: Місія з повернення Саске
| №   | Назва | Екранізовані глави манґи | Дата показу в Японії |
| --- | --- | ------------------------ | -------------------- |
| 107 | Я хочу з тобою битися! Наруто проти Саске!! «Omae to tatakaitai! Tsui ni gekitotsu, Sasuke vs Naruto» (オマエと戦いたい！ついに激突 サスケVSナルト) | 174, 175                 | 03.11.2004           |
| 108 | Невидимий розкол «Mienai kiretsu» (見えない亀裂) | 176, 177                 | 10.11.2004           |
| 109 | Запрошення Селища Звуку «Oto no sasoi» (音の誘い)                                                                                                   | 178, 179, 181            | 17.11.2004           |
| 110 | 5 + 1 з Конохи «Kessei! Teppeki no fômêshon» (結成！鉄壁のフォーメーション)                                                                         | 182, 183                 | 24.11.2004           |
| 111 | Непереможний загін вирушив! «Sesshoku Otoyoninshuu no jitsuryoku» (接触～音四人衆の実力～)                                                          | 183-186                  | 24.11.2004           |
| 112 | Неочікувана сварка! Загін у небезпеці!! «Ikinari nakamaware? Shikamaru shoutai pinchi» (イキナリ仲間割れ！？シカマル小隊大ピンチ)                   | 186, 187                 | 01.12.2004           |
| 113 | Потужна сила! Палаючий Чоджі!! «Pawâ zenkai! Moero chouji» (パワー全開！燃えろチョウジ)                                                             | 188, 189                 | 08.12.2004           |
| 114 | Прощавайте друзі!… Але я сподіваюся «Saraba tomo yo…! Sore demo ore wa shinjiteru» (さらば友よ…！それでもオレは信じてる)                            | 189, 190, 191            | 15.12.2004           |
| 115 | Твій суперник — я «Omae no aite wa kono ore da!» (お前の相手はこのオレだ！)                                                                         | 191, 192, 193            | 22.12.2004           |
| 116 | І знову Наруто! «Shikai 360 do Byakugan no shikaku» (視界360度 白眼の死角)                                                                          | 194, 195                 | 05.01.2005           |
| 117 | Причина, через яку я не можу програти «Makerarenai riyuu» (負けられない理由)                                                                        | 196, 197, 198            | 05.01.2005           |
| 118 | Повернись!! «Dakkan: Ma ni awanakatta utsuwa» (奪還～間に合わなかった器)                                                                            | 198, 199                 | 12.01.2005           |
| 119 | Нові вороги! «Shissaku! Aratanaru teki» (失策！新たなる敵)                                                                                          | 200, 201, 202            | 19.01.2005           |
| 120 | Ревіння! Вбивча команда! «Unare! Hoero! Kyuukyoku no taggu» (唸れ！吠えろ！究極のタッグ)                                                            | 203, 204                 | 02.02.2005           |
| 121 | Наші власні битви «Sorezore no tatakai» (それぞれの闘い)                                                                                            | 205, 206                 | 09.02.2005           |
| 122 | Відродження з мертвих «Feiku! Otoko Shikamaru Kishi kaisei no kake» (フェイク！男シカマル起死回生の賭け)                                            | 207, 208                 | 16.02.2005           |
| 123 | Поява Зеленого Звіра з Конохи! «Konoha no aoki yajuu kenzan!» (木ノ葉の碧き野獣見参！)                                                              | 209, 210                 | 23.02.2005           |
| 124 | Звір вибухає! «Yajuu sakuretsu! Hajikero futtobe tsukinukero!» (野獣炸裂！弾けろ吹っ飛べ突き抜けろ！)                                               | 211, 212                 | 02.03.2005           |
| 125 | Союзники Конохи! Шинобі з Піску! «Konoha doumeikoku Suna no shinobi» (木ノ葉同盟国砂の忍)                                                           | 213, 214, 215            | 09.03.2005           |
| 126 | Гаара проти Кімімаро! «Saikyou taiketsu! Gaara vs Kimimaro!!» (最強対決！我愛羅VS君麻呂！！)                                                        | 215, 216                 | 16.03.2005           |
| 127 | Коронний удар! Танóк квітки папороті «Shuunen no ichigeki! Sawarabi no mai» (執念の一撃！早蕨の舞)                                                  | 215, 217                 | 30.03.2005           |
| 128 | Саске та Наруто. Зустріч яка вирішить усе! «Todokanai sakebi» (届かない叫び)                                                                        | 218, 219                 | 30.03.2005           |
| 129 | Ітачі та Саске. Погляд у минуле «Itachi to Sasuke Toosugiru sonzai» (兄と弟 遠すぎる存在)                                                           | 220, 221, 222            | 06.04.2005           |
| 130 | Батько й син. Розбита емблема клану «Chichi to ko Hibiwareta kamon» (父と子 ひび割れた家紋)                                                         | 223, 224                 | 13.04.2005           |
| 131 | Секрет мангеку шерінгану «Kaigen Mangekyou sharingan no himitsu» (開眼 万華鏡写輪眼の秘密)                                                          | 224, 225                 | 20.04.2005           |
| 132 | Близькі друзі! «Tomoyo!» (親友よ！) | 226, 227, 228            | 27.04.2005           |
| 133 | Сповнений слізьми крик! Ти мій друг! «Namida no houkou! Omae wa ore no tomodachi da» (涙の咆哮！オマエはオレの友達だ)                               | 229, 230, 231            | 04.05.2005           |
| 134 | Кінець дощу сліз «Namidaame no ketsumatsu» (涙雨の結末)                                                                                             | 231-235                  | 11.05.2005           |
| 135 | Невиконана обіцянка! «Mamorenakatta yakusoku» (守れなかった約束)                                                                                    | 235-238                  | 18.05.2005           |

#### Арка 7: Розвідка в Країні Рисових Полів
| №   | Назва | Екранізовані глави манґи | Дата показу в Японії |
| --- | --- | ------------------------ | -------------------- |
| 136 | Розслідуємо! Надзвання класу С! «Sennyuu sousa!? Tsu ni kita kita chou S kyuu ninmu» (潜入捜査!? 遂にきたきた超S級任務) | філер                    | 25.05.2005           |
| 137 | Вулиці беззаконня. Тіні клану Фуума «Bugaisha no machi Fuuma ichizoku no kage» (無法者の街 ふうま一族の影)              | філер                    | 01.06.2005           |
| 138 | Зрада. Швидкоплинні бажання «Kiyoki uragiri Hakanaki negai» (清き裏切り はかなき願い)                                   | філер                    | 08.06.2005           |
| 139 | Жах! Лігво Орочімару «Kyoufu! Orochimaru no yakata» (恐怖！大蛇丸の館)                                                  | філер                    | 15.06.2005           |
| 140 | Подвійний удар. Пастка Кабуто «Futatsu no kodou Kabuto no wana» (二つの鼓動 カブトの罠)                                 | філер                    | 22.06.2005           |
| 141 | Рішення Сакури «Sakura no ketsui» (サクラの決意)                                                                        | філер + 236              | 29.06.2005           |

#### Арка 8: Стеження за Міцукі
| №   | Назва | Екранізовані глави манґи | Дата показу в Японії |
| --- | --- | ------------------------ | -------------------- |
| 142 | Жахлива трійця наганяє страх! «Genkai shisetsu no san’akunin» (厳戒施設の三悪人)                                          | філер + 238              | 06.07.2005           |
| 143 | Тонтон, шукати!! «Hashire Tonton! Omae no hana ga tayori dattebayo» (走れトントン！お前の鼻が頼りだってばよ)              | філер                    | 13.07.2005           |
| 144 | Відродження команди трьох «Shinsei sanningumi Futari to ippiki!» (新生三人一組 二人と一匹！)                              | філер                    | 20.07.2005           |
| 145 | Нова формація ІноШикаЧо! «Sakuretsu! Nyû fômêshon inoshikachou» (炸裂！ニューフォーメーションいのシカチョウ)              | філер                    | 27.07.2005           |
| 146 | Втрачені мрії. Тінь Орочімару «Nokosareta yabou Orochimaru no kage» (残された野望 大蛇丸の影)                             | філер                    | 10.08.2005           |
| 147 | Протистояння долі! Тобі мене не здолати «Innen no taiketsu! Omae ni ore wa taosanee» (因縁の対決！オマエにオレは倒せねえ) | філер                    | 17.08.2005           |

#### Арка 9: Пошук Бікочу
| №   | Назва | Екранізовані глави манґи | Дата показу в Японії |
| --- | --- | ------------------------ | -------------------- |
| 148 | Шукаємо легендарного Бікочу! «Choutsubiryoku ni akamaru mo shitto! Maboroshi no bikouchuu o sagase» (超追尾力に赤丸も嫉妬！幻の微香虫を探せ) | філер                    | 17.08.2005           |
| 149 | А хіба вони не всі однакові? «Doko ga chigaunosa!? Mushi tte onaji ni mienaika» (どこが違うのさ!? 虫って同じに見えないか)                    | філер                    | 24.08.2005           |
| 150 | Битва великого жука «Damashite bakashite damasarete! Souzetsu mushi mushi dai batoru» (だまして化かしてだまされて！ 壮絶ムシムシ大バトル)    | філер                    | 31.08.2005           |
| 151 | Такий мій шлях ніндзя! «Moeyo Byakugan! Kore ga watashi no nindou yo» (燃えよ白眼！ これが私の忍道よ)                                        | філер                    | 14.09.2005           |

#### Арка 10: Знищення родини Куросукі
| №   | Назва | Екранізовані глави манґи | Дата показу в Японії |
| --- | --- | ------------------------ | -------------------- |
| 152 | Похоронна процесія назустріч життю «Sei aru mono e no sousoukyoku» (生あるものへの葬送曲)                                                                           | філер                    | 21.09.2005           |
| 153 | Просто в серце! Кулаком любові «Kokoro ni todoke! Ai no tekken» (心に届け！愛の鉄挙)                                                                                | філер                    | 28.09.2005           |
| 154 | Те, проти чого безсилий б'якуган «Byakugan no tenteki» (白眼の天敵)                                                                                                 | філер                    | 05.10.2005           |
| 155 | Темні хмари густішають «Shinobi yoru an’un» (忍び寄る暗雲) | філер                    | 12.10.2005           |
| 156 | Райга завдає удару у відповідь «Gyakushuu no raiga» (逆襲の雷牙) | філер                    | 19.10.2005           |
| 157 | Уперед! Хай допоможе нам живильний карі «Hashire!!! Seimei no karê» (走れ!!!生命のカレー)                                                                           | філер                    | 26.10.2005           |
| 158 | Усі за мною! Випробування потом та слізьми «Minna ore ni tsuitekoi! Ase to namida no takurami dai sabaibaru» (みんなオレについて来い！汗と涙のタクラミ大サバイバル) | філер                    | 02.11.2005           |

#### Арка 11: Місія захоплення Госункугі
| №   | Назва | Екранізовані глави манґи | Дата показу в Японії |
| --- | --- | ------------------------ | -------------------- |
| 159 | Мисливець за головами за винагороду «Teki ka mikata ka!? Kouya no shoukin kasegi» (敵か味方か!?荒野の賞金稼ぎ)     | філер                    | 09.11.2005           |
| 160 | Перемагай або переможуть тебе! «Eru ka erareru ka!? Okkêdera no kettou» (獲るか獲られるか!?オッケー寺の決斗)       | філер                    | 16.11.2005           |
| 161 | Вітайте Зеленого Звіра Конохи! «Sankyaku kenzan Ao no Yajuu? Moujuu? …Chinjuu?» (珍客見参 碧の野獣？猛獣？…珍獣？) | філер                    | 23.11.2005           |

#### Арка 12: Знищення проклятого воїна
| №   | Назва | Екранізовані глави манґи | Дата показу в Японії |
| --- | --- | ------------------------ | -------------------- |
| 162 | Прокляття Білого Воїна «Shiroki noroi no musha» (白き呪い武者)                                                                | філер                    | 30.11.2005           |
| 163 | Стратег. План Коумея «Sakushi Koumei no omowaku» (策士・紅明の思惑)                                                           | філер                    | 07.12.2005           |
| 164 | Помічник, що прийшов запізно «Ososugita suketto» (遅すぎた助っ人)                                                             | філер                    | 14.12.2005           |
| 165 | Смерть Наруто «Naruto shisu» (ナルト死す)                                                                                     | філер                    | 21.12.2005           |
| 166 | Коли зупиняється час «Todomatta mama no jikan» (止まったままの時間)                                                           | філер                    | 04.01.2006           |
| 167 | Коли білі чаплі змахують крильми «Shirasagi no habataku jikan» (白鷺のはばたく時間)                                           | філер                    | 04.01.2006           |
| 168 | Гаряча кастрюля! Замішай, зміси, звари! «Moero Zundou! Mazete nobashite yude agero!» (燃えろ寸胴！混ぜて伸ばして茹で上げろ！) | філер                    | 18.01.2006           |

#### Арка 13: Місія захоплення Кайми
| №   | Назва | Екранізовані глави манґи | Дата показу в Японії |
| --- | --- | ------------------------ | -------------------- |
| 169 | Спогади. Загублена сторінка «Kioku Ushinawareta pêji» (記憶 失われた頁)                                                        | філер                    | 25.01.2006           |
| 170 | Катастрофа. Зачинені двері «Shougeki Tozasareta doa» (衝撃 閉ざされた扉)                                                       | філер                    | 01.02.2006           |
| 171 | Вторгнення. Пастка «Sennyuu Shikumareta torappu» (潜入 仕組まれた罠)                                                           | філер                    | 08.02.2006           |
| 172 | Зникнення. Розбите серце «Zetsubou Hikisakareta hâto» (絶望 引き裂かれた心)                                                    | філер                    | 15.02.2006           |
| 173 | Морська битва. Сила, звільнена часом «Kaisen Tokihanatareta pawâ» (海戦 解き放たれた力)                                        | філер                    | 22.02.2006           |
| 174 | Зірковий шлях ніндзя! Техніка грошей «Arienêttebayo! Serebu ninpou Kinton no jutsu» (ありえねーってばよ! セレブ忍法・金遁の術) | філер                    | 01.03.2006           |

#### Арка 14: Розкопки схованого золота
| №   | Назва | Екранізовані глави манґи | Дата показу в Японії |
| --- | --- | ------------------------ | -------------------- |
| 175 | Копати тут! Знайти купу золота «Koko hore wan wan! Maizoukin o sagase» (ここ掘れワンワン! 埋蔵金を探せ)                      | філер                    | 08.03.2006           |
| 176 | Бігти, розділитись і ухилятись! «Shissou, meisou, jiguzagusou! Otte owarete machigaete» (ジグザグ走！追って追われて間違えて) | філер                    | 15.03.2006           |
| 177 | Будь ласка, пане поштар «Oh!? Purîzu Misutâ Posutoman» (OH!?ぷりーず♥みすたーぽすとまん)                                     | філер                    | 22.03.2006           |

#### Арка 15: Охорона Зірки
| №   | Назва | Екранізовані глави манґи | Дата показу в Японії |
| --- | --- | ------------------------ | -------------------- |
| 178 | Знайомство із хлопцем на ім'я Зірка «Deai 'Hoshi' no na o motsu shounen» (出会い 「星」の名を持つ少年)      | філер                    | 29.03.2006           |
| 179 | Нацухібоші. Колиска спогадів «Natsuhiboshi, Omoide no komoriuta» (ナツヒボシ 思い出の子守唄)                | філер                    | 05.04.2006           |
| 180 | Секретна техніка. Кузаку Міоху «Hijutsu Kujaku myouhou no daishou» (秘術 孔雀妙法の代償)                    | філер                    | 12.04.2006           |
| 181 | Хошикаґе. Прихована правда «Hoshikage Houmurisarareta shinjutsu» (星影 葬り去られた真実)                    | філер                    | 19.04.2006           |
| 182 | Воз'єднання. Втрачений час «Saikai Nokosareta jikan» (再会 残された時間)                                    | філер                    | 26.04.2006           |
| 183 | Зірка, яка світить найяскравіше «Hoshi wa kagayaki o mashite» (星は輝きを増して)                            | філер                    | 03.05.2006           |
| 184 | Другий день для Інозукі Кіби «Inuzuka Kiba no nagâi ichinichi» (犬塚キバのなが～い一日)                     | філер                    | 10.05.2006           |
| 185 | Легенда Конохи «Konohagakure no densetsu Onbaa wa jitsuzai shita!!» (木ノ葉隠れの伝説 オンバアは実在した!!) | філер                    | 17.05.2006           |
| 186 | Шино, що сміється «Warau Shino» (笑うシノ)                                                                  | філер                    | 24.05.2006           |

#### Арка 16: Супровід торговців
| №   | Назва | Екранізовані глави манґи | Дата показу в Японії |
| --- | --- | ------------------------ | -------------------- |
| 187 | Практика. Гільдія Конохи «Kaigyô!! Konoha hikkoshi sentâ» (開業!!木ノ葉引越センター)                        | філер                    | 31.05.2006           |
| 188 | Мандрівні торговці тікають від переслідування «Fukakai nerawareta gyoushonin» (不可解 狙われた行商人)       | філер                    | 07.06.2006           |
| 189 | Під водою. Невичерпна зброя ніндзя «Chikasui mujinzou no ningu» (地下水 無尽蔵の忍具)                       | філер                    | 14.06.2006           |
| 190 | Мертва зона магнітного ніндзя «Byakugan wa mita! Jiki tsukai no shikaku» (白眼は見た！磁気使いの死角)       | філер                    | 21.06.2006           |
| 191 | Смертельний вирок. Хмарно з проясненнями «Shi no senkoku 'Kumori tokidoki hare'» (死の宣告«くもり時々晴れ») | філер                    | 28.06.2006           |
| 192 | Крик Іно. Пухкенький рай «Hoshi wa kagayaki o mashite» (いの絶叫！ ポッチャリ♥パラダイス)                   | філер                    | 05.07.2006           |
| 193 | Хай живе змагання доджьо «Biba doujou yaburi! Seishun wa bakuhatsu da» (ビバ道場破り！ 青春はバクハツだ)    | філер                    | 12.07.2006           |
| 194 | Жах! Таємниче прокляття замку привида «Kaiki norowareta yuureijou» (怪奇 呪われた幽霊城)                    | філер                    | 19.07.2006           |

#### Арка 17: Третій Великий Звір
| №   | Назва                                                                                                | Екранізовані глави манґи | Дата показу в Японії |
| --- | --- | ------------------------ | -------------------- |
| 195 | Конкурент Зеленого Звіра Конохи! «Daisan no choujuu, saidai no raibaru» (第三の超獣 最大のライバル)  | філер                    | 26.07.2006           |
| 196 | Гаряча кров учителя і учня «Namida no gekitotsu! Nekketsu shitei taiketsu» (涙の激突！ 熱血師弟対決) | філер                    | 09.08.2006           |

#### Арка 18: Коноха планує перехват місії
| №   | Назва | Екранізовані глави манґи | Дата показу в Японії |
| --- | --- | ------------------------ | -------------------- |
| 197 | Одинадцять з Конохи «Dai pinchi! Konoha no 11-nin zen’in shuugou» (大ピンチ！ 木の葉の11人全員集合) | філер                    | 16.08.2006           |
| 198 | Зворотній гіпноз. Спогади Наруто «Anbu mo oteage Naruto no kioku» (暗部もお手上げ ナルトの記憶) | філер                    | 23.08.2006           |
| 199 | Не актуально! Ціль стає виразнішою «Mato hazure miete kita hyouteki» (的外れ 見えてきた標的) | філер                    | 30.08.2006           |
| 200 | Служба «Сильний помічник» «Geneki baribari! Saikyou no suketto» (現役バリバリ 最強の助っ人) | філер                    | 13.09.2006           |
| 201 | Зворотній відлік до знищення «Tajuu torappu Hokai no kauntodaun» (多重トラップ 崩壊のカウントダウン) | філер                    | 20.09.2006           |
| 202 | Піт і сльози ніндзя! Пʼять найкращих боїв «Honjitsu happyou! Ase to namida no besuto 5! Otanoshimi no bangai-hen mo aru-ttebayo supesharu» (本日発表！「忍者たちの汗と涙の名勝負ベスト５！ お楽しみの番外編もあるってばよ」スペシャル) | філер                    | 27.09.2006           |

#### Арка 19: Порятунок Курами
| №   | Назва | Екранізовані глави манґи | Дата показу в Японії |
| --- | --- | ------------------------ | -------------------- |
| 203 | Рішення Куренай «Kurenai no ketsudan Torinokosareta dai 8-han» (紅の決断 とり残された第8班)                                         | філер                    | 05.10.2006           |
| 204 | Приховані здібності «Nerawareta Yakumo Fuuin sareta nouryoku» (狙われた八雲 封印された能力)                                         | філер                    | 05.10.2006           |
| 205 | Секретна місія Куренай. Обіцянка третьому «Kurenai no gokuhi ninmu: San-daime tono yakusoku» (紅の極秘任務～三代目との約束～)       | філер                    | 05.10.2006           |
| 206 | Ґенджицу чи реальність? Контролюючи пʼять відчуттів «Genjutsu-ka genjitsu-ka Gokan wo seisuru mono» (幻術か現実か 五感を制するもの) | філер                    | 19.10.2006           |
| 207 | Здібності, які були запечатані «Fujirareta hazu no nouryoku» (封じられたはずの能力)                                                 | філер                    | 26.10.2006           |
| 208 | Рідкісний артефакт. Цінність Качі Фуґецу «Meiki Kachou fuugetsu no omosa» (名器 花鳥風月の重さ)                                     | філер                    | 02.11.2006           |

#### Арка 20: Супровід Марутецу
| №   | Назва                                                           | Екранізовані глави манґи | Дата показу в Японії |
| --- | --------------------------------------------------------------- | ------------------------ | -------------------- |
| 209 | Ворог під назвою «Шинобазу» «Teki wa 'Shinobaz'» (敵は『不忍』) | філер                    | 09.11.2006           |
| 210 | Ліс загублених «Mayoi no mori» (迷いの森)                       | філер                    | 16.11.2006           |
| 211 | Спогади про пожежу «Honoo no kioku» (炎の記憶)                  | філер                    | 30.11.2006           |
| 212 | У кожного свій шлях «Sorezore no michi» (それぞれの道)          | філер                    | 07.12.2006           |

#### Арка 21: Пошук спогадів Менми
| №   | Назва                                                             | Екранізовані глави манґи | Дата показу в Японії |
| --- | ----------------------------------------------------------------- | ------------------------ | -------------------- |
| 213 | Втрачені спогади «Ushinawareta kioku» (失われた記憶)              | філер                    | 14.12.2006           |
| 214 | Повернення в реальність «Torimodoshita genjitsu» (取り戻した現実) | філер                    | 21.12.2006           |
| 215 | Втеча від спогадів «Keshisaritai kako» (消し去りたい過去)         | філер                    | 21.12.2006           |

#### Арка 22: Допомога селищу Схованого Піску
| №   | Назва                                                                                             | Екранізовані глави манґи | Дата показу в Японії |
| --- | ------------------------------------------------------------------------------------------------- | ------------------------ | -------------------- |
| 216 | Поява майстра «Kieta takumi Nerawareta Shukaku» (消えた匠 狙われた守鶴)                           | філер                    | 11.01.2007           |
| 217 | Союзники Піску — Шинобі Конохи «Suna no doumeikoku Konoha no shinobi» (砂の同盟国 木ノ葉の忍)     | філер                    | 18.01.2007           |
| 218 | Запечатаний пісок. Контратака Суіко «Fuujiwareta suna Suiko no hangeki» (封じられた砂 水虎の反撃) | філер                    | 25.01.2007           |
| 219 | Відродження Абсолютної Зброї «Yomigaetta kyuukyoku heiki» (よみがえった究極兵器)                  | філер                    | 01.02.2007           |
| 220 | Вирушаючи у подорож «Tabidachi» (旅立ち)                                                          | філер + 238              | 08.02.2007           |